# مايك لينزلي
مايك لينزلي (بالإنجليزية: Mike Lenzly)‏ مواليد 1 مايو 1981 في أكسفورد، هو لاعب كرة سلة بريطاني. بدأ مسيرته الاحترافية في سنة 2003. مثّل منتخب بلاده. شارك في دورة الألعاب الأولمبية الصيفية سنة 2012. اعتزل اللعب في 2013.

## المسيرة الاحترافية
لعب مع تي بي بي ترير في الدوري الألماني في موسم 2003–2004، ثم لعب مع نادي فينتسبيلس لكرة السلة في موسم 2004–2005، ثم لعب مع نادي تنريفي لكرة السلة في الدوري الإسباني من سنة 2005 إلى 2007، ثم لعب مع سكافاتي باسكت في موسم 2008–2009، ثم لعب مع نادي نيمبورك لكرة السلة من سنة 2009 إلى 2013.

## روابط خارجية
- مايك لينزلي على موقع الاتحاد الدولي لكرة السلة (الإنجليزية)
- مايك لينزلي على موقع الدوري الأوروبي لكرة السلة (الإنجليزية)
- مايك لينزلي على موقع كرة السلة الأوروبية.كوم (الإنجليزية)
- مايك لينزلي على موقع كلية كرة السلة في سبورتس رفرنس.كوم (الإنجليزية)
- مايك لينزلي على موقع ريلجم (الإنجليزية)
- مايك لينزلي على موقع بروبوليرز (الإنجليزية)
- مايك لينزلي على موقع سبورتس رفرنس (الإنجليزية)
- مايك لينزلي على موقع أوليمبيديا (الإنجليزية)
- مايك لينزلي على موقع اللجنة الأولمبية البريطانية (الإنجليزية)